# موثوقية (إحصاء)

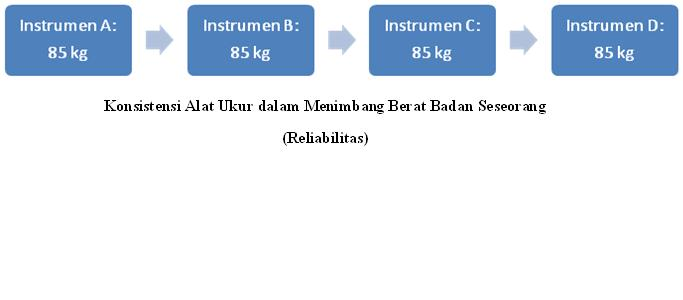

الموثوقية في الإحصاء والقياسات النفسية هي التطابق العام للقياس. يُقال إن المقياس يتمتع بموثوقية عالية في حال نتج عنه نتائج مماثلة في ظل ظروف ثابتة. «إنّه خصائص مجموعة من درجات الاختبار التي تتعلق بكمية الخطأ العشوائي لعملية القياس والتي قد تكون مضمّنة في الدرجات. الدرجات الموثوق بها للغاية دقيقة ويمكن استنساخها وثابتة عند تكرار الاختبار. أي إذا كُررت عملية الاختبار مع مجموعة من المتقدمين للاختبار، فسنحصل على نفس النتائج بشكل أساسي، وعادةً ما تُستخدم أنواع مختلفة من درجات الموثوقية، تتراوح قيمتها بين 0.00 (خطأ كبير) و1.00 (بدون خطأ)، تشير إلى مقدار الخطأ في الدرجات». على سبيل المثال، غالباً ما تكون قياسات الطول والوزن للأشخاص موثوقة للغاية.

## الفرق عن الصلاحية
الموثوقية لا تعني الصلاحية. وهذا يعني أن المقياس الموثوق الذي يقيس شيئًا ما بشكل ثابت لا يقيس بالضرورة ما تريد قياسه. على سبيل المثال، على الرغم من وجود العديد من الاختبارات الموثوقة لقدرات محددة، فليست كلها صالحة للتنبؤ بالأداء الوظيفي.
على الرغم من أن الموثوقية لا تعني الصلاحية، فإن الموثوقية تضع حدًا على الصلاحية الإجمالية للاختبار. لا يمكن أن يكون الاختبار غير الموثوق به على نحو تام صحيحًا تمامًا، إما بمثابة وسيلة لقياس سمات شخص ما أو وسيلة للتنبؤ بالدرجات وفقًا لمعيار ما. في حين أن الاختبار الموثوق قد يوفر معلومات صحيحة ومفيدة، إلا أن الاختبار غير الموثوق لا يمكن أن يكون صحيحًا. 
على سبيل المثال، إذا كانت مجموعة من مقاييس الوزن تقيس بثبات وزن كائن ما على أنه 500 جرام عن الوزن الحقيقي، فسيكون المقياس موثوقًا للغاية، ولكنه لن يكون صالحًا (لأن الوزن المتكرر ليس هو الوزن الحقيقي). لكي يكون المقياس صالحًا، يجب أن يعيد الوزن الحقيقي للكائن. يوضح هذا المثال أن التدبير الموثوق به تمامًا ليس صحيحًا بالضرورة، ولكن يجب أن يكون التدبير الصحيح موثوقًا بالضرورة.